# Lesben-Frühlings-Treffen
Das Lesben-Frühlings-Treffen (LFT) ist das größte und bekannteste nichtkommerzielle Treffen von Lesben in Deutschland und Europa. Die Besucherinnen des Treffens kommen überwiegend aus deutschsprachigen Ländern. Die jährlich am Pfingstwochenende stattfindende mehrtägige Veranstaltung wird regelmäßig von mehreren Hundert Lesben besucht, die z. T. sehr verschiedene, durchaus kontrovers diskutierte Ansichten haben. Während des dreitägigen Treffens finden außer vielen Workshops mehrere Plena und verschiedenartige kulturelle Abendveranstaltungen statt. Organisiert wird die Veranstaltung durch lokale Vereine, die vom Verein Lesbenfrühling unterstützt werden.

## Geschichte
1972 trafen sich erstmals Lesben und Schwule beim Pfingsttreffen der Homosexuellen Aktion Westberlin (HAW). Es nahmen rund 200 Männer in organisierten Gruppen und rund 30 Frauen teil. 1973 richtete zwar noch die HAW das Pfingsttreffen für Schwule und Lesben aus, jedoch waren diese nun zum großen Teil nach Geschlechtern getrennt organisiert. Ab 1974 organisierte die Frauengruppe in der HAW das erste Lesben-Pfingsttreffen. 1975 ging aus der HAW-Frauengruppe das Lesbische Aktionszentrum (LAZ) hervor, das bis 1978 das Lesben-Pfingsttreffen in Berlin organisierte. Seit 1979 wird das Treffen an wechselnden Orten veranstaltet. 1992 in Bremen wurde das Lesben-Pfingsttreffen in Lesben-Frühling – später dann in Lesben-Frühlings-Treffen – umbenannt, da die Bezeichnung Pfingsttreffen nicht-christliche Lesben diskriminierte.

## Organisation
Als autonome Lesben-Veranstaltung wird das Treffen von örtlichen und regionalen Lesbengruppen ausgerichtet, es findet also jedes Jahr an einem anderen Ort statt. Zur Unterstützung der lokalen Organisationsteams, um Erfahrungen weiterzugeben, Hilfe bei der Finanzierung zu bieten und um die Treffen zu dokumentieren wurde im Vorfeld des LFT 2000 in Bochum der Verein Lesbenfrühling e. V. gegründet, der seine Mitfrauenversammlung jeweils beim LFT abhält. Ein Grundsatz des LFT lautet: „Allen interessierten Lesben soll die Teilnahme ermöglicht werden. Explizit ausgeschlossen sind Frauen, die sexuelle Gewalt gegen Mädchen propagieren und Faschistinnen.“
Beim Lesben-Frühlings-Treffen finden Gruppenveranstaltungen, Plenen, eine Demonstration und/oder Kundgebung und ein Abendprogramm mit Festen und Kulturveranstaltungen statt. Außerdem stehen Verpflegungs- und Verkaufsstände sowie Ruheräume zur Verfügung. Die Preise der Dauerkarten sind i. d. R. nach Einkommen gestaffelt.
Für die Vorbereitung und Organisation ist jeweils eine wechselnde Gruppe verantwortlich, die sich an den festgelegten Beschlüssen der vorangegangenen Mitgliedsversammlungen orientiert und sonst freie Gestaltungsmöglichkeiten hat. Dadurch entsteht jedes Jahr eine inhaltlich und Schwerpunktmäßig wechselnd ausgerichtete Veranstaltung. Die jeweiligen Ortsgruppen wählen ein Motto aus, das oft an aktuelle politische Geschehnisse angelehnt ist.

## Barrierefreiheit
Auf weitgehende Barrierefreiheit wird bei den Treffen auf der Grundlage eines Plenumsbeschlusses großen Wert gelegt. Im Einzelnen bedeutet dies, dass das ehrenamtliche Organisationsteam eine Arbeitsgruppe einrichtet, welche insbesondere folgende Aspekte bestmöglich sicherstellt:
- Die Website mit Informationen zum Treffen ist gemäß den WCAG-Kriterien aufgebaut.
- Die Gebäude sind für Rollstuhlfahrerinnen erreichbar und nutzbar, inklusive der sanitären Anlagen und Übernachtungsmöglichkeiten.
- Veranstaltungen werden für gehörlose Lesben in Gebärdensprache gedolmetscht.
- Das vor Ort erhältliche Programmheft ist für Sehgeschädigte lesbar.
- Mobilität für behinderte Besucherinnen zwischen den Veranstaltungsorten ist realisierbar.
- Der Assistenzbedarf für behinderte Besucherinnen kann realisiert werden.

Erstmals für das LFT 2012 in Nürnberg wurde der Antrag auf finanzielle Unterstützung für die Gewährleistung von Barrierefreiheit vom Bundesministerium für Familie, Senioren, Frauen und Jugend (BMFSFJ) abschlägig beschieden.

## Veranstaltungsorte und -themen
| Jahr | Ort                     | Motto                                                                                        |
| ---- | ----------------------- | -------------------------------------------------------------------------------------------- |
| 1973 | Westberlin              | Die Unterdrückung der Frau als primäre Gemeinsamkeit. Von der Vereinzelung zur Organisierung |
| 1974 | Westberlin              | Ist Feminismus die Theorie und Lesbischsein die Praxis?                                      |
| 1975 | Westberlin              |                                                                                              |
| 1976 | Westberlin              |                                                                                              |
| 1977 | Westberlin              |                                                                                              |
| 1978 | Westberlin              |                                                                                              |
| 1979 | Münster                 |                                                                                              |
| 1980 | Spielberg bei Karlsruhe |                                                                                              |
| 1981 | Westberlin              | Lesbenwende – Lesbenwände – Lesbenende?                                                      |
| 1982 | ausgefallen             |                                                                                              |
| 1983 | Osnabrück               |                                                                                              |
| 1984 | ausgefallen             |                                                                                              |
| 1985 | Hamburg                 |                                                                                              |
| 1986 | München                 | Lust auf München – Lesbenglühn                                                               |
| 1987 | Hamburg                 | Mehr Biß in die Bewegung                                                                     |
| 1988 | Münster                 | Power in der Provinz                                                                         |
| 1989 | Frankfurt am Main       |                                                                                              |
| 1990 | Tübingen                | Leidenschaftlich leben                                                                       |
| 1991 | Mönchengladbach         | Lesbisch – na und?                                                                           |
| 1992 | Bremen                  | Konsequent un-einig – laute(r) Lesben                                                        |
| 1993 | Freiburg                | Nieder mit den Mauern – Grenzenlos lesbisch?                                                 |
| 1994 | Heidelberg              | Lesbisch, eigensinnig, vielfältig                                                            |
| 1995 | Hamburg                 | Coming home – agree to differ                                                                |
| 1996 | München                 | Und sie bewegt sich doch!                                                                    |
| 1997 | Stuttgart               | Kommerz & Solidarität                                                                        |
| 1998 | Freiburg                | Lesben und Lesben lassen                                                                     |
| 1999 | Köln                    | Das ist doch der Gipfel!                                                                     |
| 2000 | Bochum-Querenburg       | Alles queer oder was?                                                                        |
| 2001 | Rostock                 | Ost-West – (k)ein Thema unter Lesben                                                         |
| 2002 | Hannover                | Türen öffnen                                                                                 |
| 2003 | München                 | Mach’s Dir lesbisch                                                                          |
| 2004 | Gießen                  | Mittendrin und voll daneben                                                                  |
| 2005 | Berlin                  | Denken – Reden – Fühlen – Handeln!                                                           |
| 2006 | Leipzig                 | Vielfalt auf großer Flamme                                                                   |
| 2007 | Marburg                 | Unendliche Weiten – nichts ohne Widerspruch – willkommen im lesbenswerten Raum               |
| 2008 | Dresden                 | Umarmt von Europa – Lesben überall                                                           |
| 2009 | Köln                    | Lesben in R(h)einkultur – alles im Fluß?                                                     |
| 2010 | Hamburg                 | Lesben Leinen Los                                                                            |
| 2011 | Rostock                 | Rund um die Ostsee                                                                           |
| 2012 | Nürnberg                | Lesbenrechte sind Menschenrechte sind Lesbenrechte                                           |
| 2013 | München                 | … zeitlos lesbisch – wie lebst du?                                                           |
| 2014 | Berlin                  | Zusammen                                                                                     |
| 2015 | ausgefallen             |                                                                                              |
| 2016 | Bremen                  | Anders, aber wie!?                                                                           |
| 2017 | Kiel                    | Lesben Ahoi! – anders anlegen                                                                |
| 2018 | Göttingen               | Lesben, hört die Signale!                                                                    |
| 2019 | Köln                    | Das L*FT 2019 schaut in die Sterne!                                                          |
| 2020 | Heidelberg              | Come Out and Kiss (pandemiebedingt abgesagt)                                                 |
| 2021 | Bremen                  | Lesbenfrühling – rising to the roots (virtuell)                                              |
| 2022 | ausgefallen             |                                                                                              |
| 2023 | ausgefallen             |                                                                                              |
| 2024 | Berlin - Brandenburg    | Bewegung                                                                                     |

## Dokumentation
- Vierzig plus zwei. Vierzig Jahre Lesben-Frühlings-Treffen. Dokumentarfilm, Deutschland 2014, 112 Min., Buch, Regie und Produktion: Kathrin Schultz